# Selección femenina de sóftbol de Brasil
La Selección femenina de sóftbol de Brasil es la selección oficial que representa a Brasil en eventos internacionales de sóftbol femenino.

## Campeonatos

### Campeonato Mundial
| 1965 | Melbourne     | No participó   | No participó   | No participó   |
| 1970 | Osaka         | No participó   | No participó   | No participó   |
| 1974 | Stratford     | No participó   | No participó   | No participó   |
| 1978 | San Salvador  | No participó   | No participó   | No participó   |
| 1982 | Taipéi        | No participó   | No participó   | No participó   |
| 1986 | Auckland      | No participó   | No participó   | No participó   |
| 1990 | Normal        | No participó   | No participó   | No participó   |
| 1994 | St. John's    | No participó   | No participó   | No participó   |
| 1998 | Fujinomiya    | No participó   | No participó   | No participó   |
| 2002 | Saskatoon     | No participó   | No participó   | No participó   |
| 2006 | Beijing       | No clasificó   | No clasificó   | No clasificó   |
| 2010 | Caracas       | No clasificó   | No clasificó   | No clasificó   |
| 2012 | Whitehorse    | No clasificó   | No clasificó   | No clasificó   |
| 2014 | Haarlem       | No clasificó   | No clasificó   | No clasificó   |
| 2016 | Surrey        | 11.º lugar     | 4              | 4              |
| 2018 | Chiba         | Por disputarse | Por disputarse | Por disputarse |
| 2020 | Por definirse |                |                |                |

### Campeonato Panamericano
| 1982 | Ciudad Obregón      | Sin información oficial |
| 1986 | Lima                | Sin información oficial |
| 1994 | Ciudad de Guatemala | Sin información oficial |
| 1997 | Medellín            | Sin información oficial |
| 2001 | Maracay             | 8.º lugar               |
| 2005 | Ciudad de Guatemala | 10.º lugar              |
| 2009 | Maracay             | 9.º lugar               |
| 2013 | Guaynabo            | 6.º lugar               |
| 2017 | Santo Domingo       | Disputándose            |
| 2021 | Por definirse       |                         |

Datos:

### Campeonato Suramericano
| 2004 | Medellín  | 2º lugar     |
| 2011 | Cartagena | No participó |
| 2014 | Bogotá    | 1º lugar     |
| 2016 | Cartagena | 2º lugar     |

## Campeonatos juveniles

### Campeonato Mundial Sub-19
| 1981 | Edmonton      | Sin información |
| 1985 | Fargo         | Sin información |
| 1987 | Oklahoma City | No participó    |
| 1991 | Adelaida      | Sin información |
| 1995 | Normal        | No participó    |
| 1999 | Taipéi        | 5.º             |
| 2003 | Nankín        | Sin información |
| 2007 | Enschede      | Participó       |
| 2011 | Cape Town     | No participó    |
| 2013 | Brampton      | No participó    |
| 2015 | Oklahoma City | No participó    |
| 2017 | Clearwater    | No participó    |
| 2019 | Irvine        | Por definirse   |

### Campeonato Panamericano Sub-19
| 2002 | Hermosillo | No participó |
| 2006 | Maunabo    | No participó |
| 2010 | Bogotá     | 4.º lugar    |

### Campeonato Sudamericano Sub-15
| 2015 | Chincha | 1° lugar |
| 2006 | Lima    | 1° lugar |

### Campeonato Sudamericano Sub-19
| 2002 | Guayaquil | 1° lugar |
| 2003 | Lima      | 1° lugar |
| 2004 | Caracas   | 2° lugar |
| 2008 | Maracay   | 1° lugar |
| 2011 | Maracay   | 2° lugar |

## Juegos multideportivos

### Juegos Olímpicos
El sóftbol comenzó a disputarse en la XXVI edición de los Juegos Olímpicos, realizados en el año 1996, solamente en la rama femenina, pues el COI considera al béisbol y al sóftbol como un mismo deporte. En las ediciones XXX (año 2012) y XXXI (año 2016), no se disputó. 
| 1996 | XXVI   | Atlanta        | No clasificó   |
| 2000 | XXVII  | Sídney         | No clasificó   |
| 2004 | XXVIII | Atenas         | No clasificó   |
| 2008 | XXIX   | Pekín          | No clasificó   |
| 2012 | XXX    | Londres        | No hubo torneo |
| 2016 | XXXI   | Río de Janeiro | No hubo torneo |
| 2020 | XXIII  | Tokio          | Por disputarse |

### Juegos Panamericanos
El sóftbol comenzó a disputarse en la VIII edición de los Juegos Panamericanos, realizados en el año 1979. 
| 1979 | VIII  | San Juan       | No participó   |
| 1983 | IX    | Caracas        | No participó   |
| 1987 | X     | Indianápolis   | No participó   |
| 1991 | XI    | La Habana      | No participó   |
| 1995 | XII   | Mar del Plata  | No participó   |
| 1999 | XIII  | Winnipeg       | No clasificó   |
| 2003 | XIV   | Santo Domingo  | No clasificó   |
| 2007 | XV    | Río de Janeiro | 7.º lugar      |
| 2011 | XVI   | Guadalajara    | No clasificó   |
| 2015 | XVII  | Toronto        | 4.º lugar      |
| 2019 | XVIII | Lima           | Por disputarse |
| 2023 | XIX   | Por definirse  |                |

### Juegos Suramericanos
El sóftbol solo se ha disputado en la V edición de los Juegos Suramericanos, realizados en el año 1994. En varias subsecuentes ediciones no se realizó por no contar con la participación mínima requerida. 
| 1994 | V    | Valencia          | Participó      |
| 1998 | VI   | Cuenca            | No hubo torneo |
| 2002 | VII  | Sao Paulo         | 2º lugar       |
| 2006 | VIII | Buenos Aires      | No hubo torneo |
| 2010 | IX   | Medellín          | No participó   |
| 2014 | X    | Santiago de Chile | No hubo torneo |
| 2018 | XI   | Cochabamba        | Por disputarse |
| 2022 | XII  | Por definirse     |                |